# بهنغان
بهنغان هي قرية في مقاطعة أصفهان، إيران.في تعداد عام 2006، لوحظ وجودها، ولكن لم يتم الإبلاغ عن سكانها.